# 1809年ジェームズ・マディソン大統領就任式
第4代アメリカ合衆国大統領のジェームズ・マディソンの1回目の就任式は、1809年3月4日土曜日にワシントンD.C.のアメリカ合衆国議会議事堂の下院議場で行われた。これは6回目となる大統領就任式であり、大統領のジェームズ・マディソンの1期目と副大統領のジョージ・クリントンの2期目の始まりとなった。大統領就任宣誓は最高裁判所長官のジョン・マーシャルが執り行った。大統領は100%アメリカ製のウールスーツを着用し、公式の就任舞踏会はチケット代4ドル（現在の価値で78ドル）でロングス・ホテルで開催した。クリントンは2期目開始から3年47日で亡くなり、残りの期間は空席のままとなった（1967年に憲法修正第25条が批准されるまでは副大統領任期途中の空席を埋めるための憲法上の規定は存在しなかった）。

## 式典
1809年3月4日、マディソンはワシントンとジョージタウンの騎兵隊に護衛されながら議事堂に到着した。彼はジェファーソン政権の閣僚たちと共に下院に入場した。ジェファーソンは就任式に出席し、会場前方でマディソンの横に座った。観衆によると、マディソンは当初は明らかに震えながら静かに喋っていたが、演説が進むにつれて大きな声になったと言われている。マディソンは黒いスーツを着ていた。
就任演説と宣誓後、マディソンと妻のドリー・マディソンはFストリートの自宅で訪問者を迎え、大勢の観衆に圧倒された。その後2人はロングス・ホテルで開かれた就任祝賀舞踏会に出席した。ベルベットのドレスを着たドリーは舞踏会で大勢のファンを集めたが、マディソン大統領は疲れて不愉快な場だったと述べていた。

## 就任演説
マディソンは就任演説を行い、第4代アメリカ合衆国大統領として宣誓した。マディソンは自分がどう感じているかを公民に訴えた。彼は大統領に選出された際に表現できないような名誉と責任を感じていた。アメリカは多くの問題や困難を抱えた国であり、そのプレッシャーに打ちのめされたことを認めた。またアメリカがいかに偉大な国であり、短期間に国としていかに進歩したかに言及した。
彼はすべての国、特に好戦的な国と和平を結び、良好な関係を築くつもりであることを伝えた。彼はアメリカ人が進歩し、国を築いていく中で中立の国であり続けていたいと考えていた。彼はアメリカには血生臭い無駄な戦争が多すぎてあり、「正義を守り、平和を育むことがアメリカの真の栄光である」と述べた。
マディソンはアメリカ議会に出席し、安全策を講じ、他国との本質的な利益を尊重することを約束した。彼は共和国と国民の権利を守るために強力な軍隊と民兵を創設し、資金を提供することを望んだ。
マディソンはアメリカに多くの貢献をした過去の人々に感謝を述べ、この若い繁栄する国の未来の幸運を祈り、演説を終えた。